# Liste der Kulturdenkmale in Eulitz (Nossen)
In der Liste der Kulturdenkmale in Eulitz sind die Kulturdenkmale des Nossener Ortsteils Eulitz verzeichnet, die bis April 2021 vom Landesamt für Denkmalpflege Sachsen erfasst wurden (ohne archäologische Kulturdenkmale). Die Anmerkungen sind zu beachten.
Diese Aufzählung ist eine Teilmenge der Liste der Kulturdenkmale in Nossen.

## Eulitz
| Bild                                    | Bezeichnung | Lage                      | Datierung                 | Beschreibung | ID       |
| --------------------------------------- | --- | ------------------------- | ------------------------- | --- | -------- |
| Direkt Bild zu diesem Denkmal hochladen | Zwei Eisenbahnbrücken | (Flurstück 189/9) (Karte) | 1877–1880                 | Zwei Natursteinbogenbrücken der Bahnstrecke Riesa–Nossen, darunter eine Zweibogenbrücke über Feldweg und Bach nach Graupzig, eine Einbogenbrücken über Feldweg an der Straße nach Leuben, bautypische und landschaftsprägende Bruchsteinbrücken, baugeschichtlich und eisenbahngeschichtlich von Bedeutung                   | 09304155 |
| Direkt Bild zu diesem Denkmal hochladen | Hofmauer eines Bauernhofes | Eulitz 1b (Karte)         | 19. Jahrhundert           | Bruchsteinmauer, baugeschichtlich von Bedeutung | 09265646 |
| Direkt Bild zu diesem Denkmal hochladen | Seitengebäude (über winkelförmigem Grundriss) eines Vierseithofes, mit Toreinfahrt und Hofpflasterung                           | Eulitz 6 (Karte)          | 1. Hälfte 19. Jahrhundert | Stallgebäude Obergeschoss Fachwerk, baugeschichtlich von Bedeutung. Fachwerk, massiv untersetzt, alte Fenster, im Hof Pflasterung, mit Torpfeilern und schmiedeeisernem Flügeltor. | 09268066 |
| Direkt Bild zu diesem Denkmal hochladen | Wohnstallhaus, Seitengebäude und Stallgebäude (mit Relief) eines ehemaligen Vierseithofes, mit Einfriedungsmauer des Vorgartens | Eulitz 8 (Karte)          | 1. Hälfte 19. Jahrhundert | Alle Gebäude mit Fachwerk-Obergeschoss, trotz Verlustes der Scheune weitgehend geschlossen erhaltener Hof, baugeschichtlich und wirtschaftsgeschichtlich von Bedeutung. Mit Obstgarten, Bauerngarten und Mauereinfriedung. Obstgarten vor 2011 abgeholzt, Bauerngarten ohne Denkmalwert, am Stall Relief „Pflügender Bauer“. | 09268064 |
| Direkt Bild zu diesem Denkmal hochladen | Häuslerhaus | Eulitz 11 (Karte)         | 1. Hälfte 19. Jahrhundert | Obergeschoss strebenreiches Fachwerk, Kleinbauernhaus, baugeschichtlich und sozialgeschichtlich von Bedeutung, mit Stallanbau und Gartengrundstück | 09268065 |
| Direkt Bild zu diesem Denkmal hochladen | Wohnstallhaus (mit angebautem Backhaus), Stallgebäude, Scheune und Seitengebäude eines Vierseithofes, mit Torpfeilern           | Eulitz 16 (Karte)         | Bezeichnet mit 1808       | Beeindruckend geschlossen erhaltenes Ensemble von Fachwerkbauten, Zeugnis bäuerlichen Lebens und Wirtschaftens vergangener Zeiten, baugeschichtlich und wirtschaftsgeschichtlich von Bedeutung. Bezeichnung am Wohnstallhaus, Fachwerk, massiv untersetzt.                                                                   | 09268067 |
| Direkt Bild zu diesem Denkmal hochladen | Wohnhaus, Stallgebäude und Hofpflasterung eines Bauernhofes                                                                     | Eulitz 22b (Karte)        | 2. Hälfte 19. Jahrhundert | Wohnhaus Obergeschoss Fachwerk, baugeschichtlich von Bedeutung, kleiner Stall | 09268082 |

## Tabellenlegende
- Bild: Bild des Kulturdenkmals, ggf. zusätzlich mit einem Link zu weiteren Fotos des Kulturdenkmals im Medienarchiv Wikimedia Commons. Wenn man auf das Kamerasymbol klickt, können Fotos zu Kulturdenkmalen aus dieser Liste hochgeladen werden:
- Bezeichnung: Denkmalgeschützte Objekte und ggf. Bauwerksname des Kulturdenkmals
- Lage: Straßenname und Hausnummer oder Flurstücknummer des Kulturdenkmals. Die Grundsortierung der Liste erfolgt nach dieser Adresse. Der Link (Karte) führt zu verschiedenen Kartendiensten mit der Position des Kulturdenkmals. Fehlt dieser Link, wurden die Koordinaten noch nicht eingetragen. Sind diese bekannt, können sie über ein Tool mit einer Kartenansicht einfach nachgetragen werden. In dieser Kartenansicht sind Kulturdenkmale ohne Koordinaten mit einem roten bzw. orangen Marker dargestellt und können durch Verschieben auf die richtige Position in der Karte mit Koordinaten versehen werden. Kulturdenkmale ohne Bild sind an einem blauen bzw. roten Marker erkennbar.
- Datierung: Baubeginn, Fertigstellung, Datum der Erstnennung oder grobe zeitliche Einordnung entsprechend des Eintrags in der sächsischen Denkmaldatenbank
- Beschreibung: Kurzcharakteristik des Kulturdenkmals entsprechend des Eintrags in der sächsischen Denkmaldatenbank, ggf. ergänzt durch die dort nur selten veröffentlichten Erfassungstexte oder zusätzliche Informationen
- ID: Vom Landesamt für Denkmalpflege Sachsen vergebene, das Kulturdenkmal eindeutig identifizierende Objekt-Nummer. Der Link führt zum PDF-Denkmaldokument des Landesamtes für Denkmalpflege Sachsen. Bei ehemaligen Kulturdenkmalen können die Objektnummern unbekannt sein und deshalb fehlen bzw. die Links von aus der Datenbank entfernten Objektnummern ins Leere führen. Ein ggf. vorhandenes Icon  führt zu den Angaben des Kulturdenkmals bei Wikidata.